# 吸血鬼ボボラカ
『吸血鬼ボボラカ』（きゅうけつきボボラカ、Isle of the Dead）とは、1945年公開のアメリカ合衆国のホラー映画。RKO作品。製作はヴァル・リュートン、監督はマーク・ロブソン。脚本はリュートンとたびたび組んでいるアーデル・レイ。リュートンの前作『死体を売る男』に続いてボリス・カーロフが主演した。アルノルト・ベックリンの絵画『死の島』にインスパイアされたもので、その絵はタイトルクレジットの背景に使われている。もっとも当初のタイトルは『Camilla』だった。
日本では2013年の「エドガー・G・ウルマーとゆかいな仲間たち」で劇場初公開されたが、それ以前にテレビ放映
、またNECアベニュー からビデオ発売されていた。

## あらすじ
バルカン戦争の最中、ニコラス将軍らはギリシャの小島を訪れる。
その島で敗血症性ペストが発生。将軍は感染を防ぐため、島の人々が島から出ることを禁止する。
極限状態の中、次々と人々が病に倒れて死んでゆく。
島の老女キーラは伝説の吸血鬼ボボラカ（vorvolaka）のせいだと言い出す。さらに、若い娘シアがそのボボラカだと。将軍は迷信を信じないが、もし証拠が見つかればシアを殺すと約束する。
アメリカ人記者オリバーはシアと一緒に島から逃げようとするが、将軍は島に唯一ある船を破壊する。
そんな中、英領事夫人メアリーがカタレプシーを発症する。人々は彼女が死んだものと思い埋葬する。墓の中でメアリーはカタレプシーから回復するが、「早すぎた埋葬」の恐怖から発狂。キーラと、シアを殺そうとしていた将軍を殺し、自分も崖から落ちて死ぬ。
将軍はボボラカはいたと言い残して死んでゆく。

## キャスト
- ニコラス・フリーディス将軍; ボリス・カーロフ
- シア; エレン・ドリュー
- オリバー・デイヴィス; マーク・クレイマー
- メアリー・セント・オービン; キャサリン・エメリー
- マダム・キーラ; ヘレン・ティミグ（英語版）
- 英領事セント・オービン; アラン・ネピア（英語版）
- アルブレヒト; ジェイソン・ロバーズ・Sr
- ドロソス医師; エルンスト・ドイッチュ
- アンドリュー・ロビンス; スケルトン・ナッグス

## 制作
クランクインは1944年7月。2週間ほどしたところで、カーロフが背中の外科手術をするために撮影は中断。カーロフは復帰したが、役者の再招集まで間があったので、その間に『死体を売る男』を撮った。結局、撮了したのはその年の暮だった。制作上のトラブルからオリジナルの脚本にあった中心的な女性キャラ（名前はキャサリン）は物語から割愛された。

## 反応
1945年9月7日にニューヨークでプレミア公開。製作費はリュートンのホラー映画としては最高額の246,000ドル。それに対して収益は国内266,000ドル、海外117,000ドル。
近年の評価は、レナード マルティンが4つ星満点の星3つ。映画監督マーティン・スコセッシは身の毛もよだつホラー映画オールタイム・ベスト11の1本に『吸血鬼ボボラカ』を選んでいる。